# آیرا گلس
آیرا گلس (انگلیسی: Ira Glass؛ ‏ ‎/ˈaɪrə/‎؛ زادهٔ ۳ مارس ۱۹۵۹) مجری رادیو، بازیگر، فیلم‌نامه‌نویس و تهیه‌کننده فیلم اهل ایالات متحده آمریکا است. وی از سال ۱۹۷۸ میلادی تاکنون مشغول فعالیت بوده‌است.
از فیلم‌ها یا برنامه‌های تلویزیونی که وی در آن نقش داشته‌است، می‌توان به ورونیکا مارس، درنگ نکن، گزارش کلبر، برنامه آخر وقت با دیوید لترمن، نمایش روزانه، اتومبیل‌دزدی بزرگ: وایس سیتی و هشت یار اوشن اشاره کرد.
وی همچنین برندهٔ جوایزی همچون جایزه پولیتزر شده‌است.